# Forcalquier (stad)
Forcalquier is een gemeente in het Franse departement Alpes-de-Haute-Provence in de regio Provence-Alpes-Côte d'Azur die 5.142 inwoners telde op 1 januari 2022. De plaats is de onderprefectuur van het arrondissement Forcalquier. 

## Economie
Forcalquier staat bekend als een typisch Provençaals stadje en is populair bij toeristen. De maandagse warenmarkt is van bovenregionaal belang. Er is veel midden- en kleinbedrijf; enige aanvullende werkgelegenheid biedt de nabije sterrenwacht. Het stadje heeft een klein ziekenhuis.

## Verkeer en vervoer
- Forcalquier ligt 11 km ten westen van de dichtstbijzijnde autosnelweg, de A51 (afslag 19). Bij die afslag is ook een brug over de dichtstbij zijnde grote rivier, de Durance.
- In de gemeente ligt spoorwegstation Forcalquier. De spoorlijn, waaraan dit station vroeger lag, bestaat niet meer. Station La Brillanne-Oraison, 12 km naar het oosten op de westoever van de Durance, is de dichtstbijzijnde treinhalte.
- Openbaar streekvervoer per bus wordt verzorgd door de firma Zou!. Forcalquier is per lijnbus bereikbaar vanuit o.a. Marseille, Manosque, Digne-les-Bains en Avignon.
- Lange-afstandswandelaars kunnen via de routes GR6 en GR 653D in het stadje komen.
- Voor fietstoeristen heeft de plaatselijke VVV diverse routes voor lange tochten beschikbaar.

## Geografie
De oppervlakte van Forcalquier bedroeg op 1 januari 2022 42,76 vierkante kilometer; de bevolkingsdichtheid was toen 120,3 inwoners per km².
Het klimaat is tamelijk droog, maar de zomers zijn vergeleken met elders in de Provence niet bijzonder heet. De gemeente ligt ten zuiden van het bergmassief Montagne de Lure en ten noordoosten van het massief van de Luberon.
Ten zuiden van het stadje loopt de Laye, een zijriviertje van de Durance. In de Laye is een stuwdam met stuwmeer aangelegd.
De onderstaande kaart toont de ligging van Forcalquier met de belangrijkste infrastructuur en aangrenzende gemeenten.

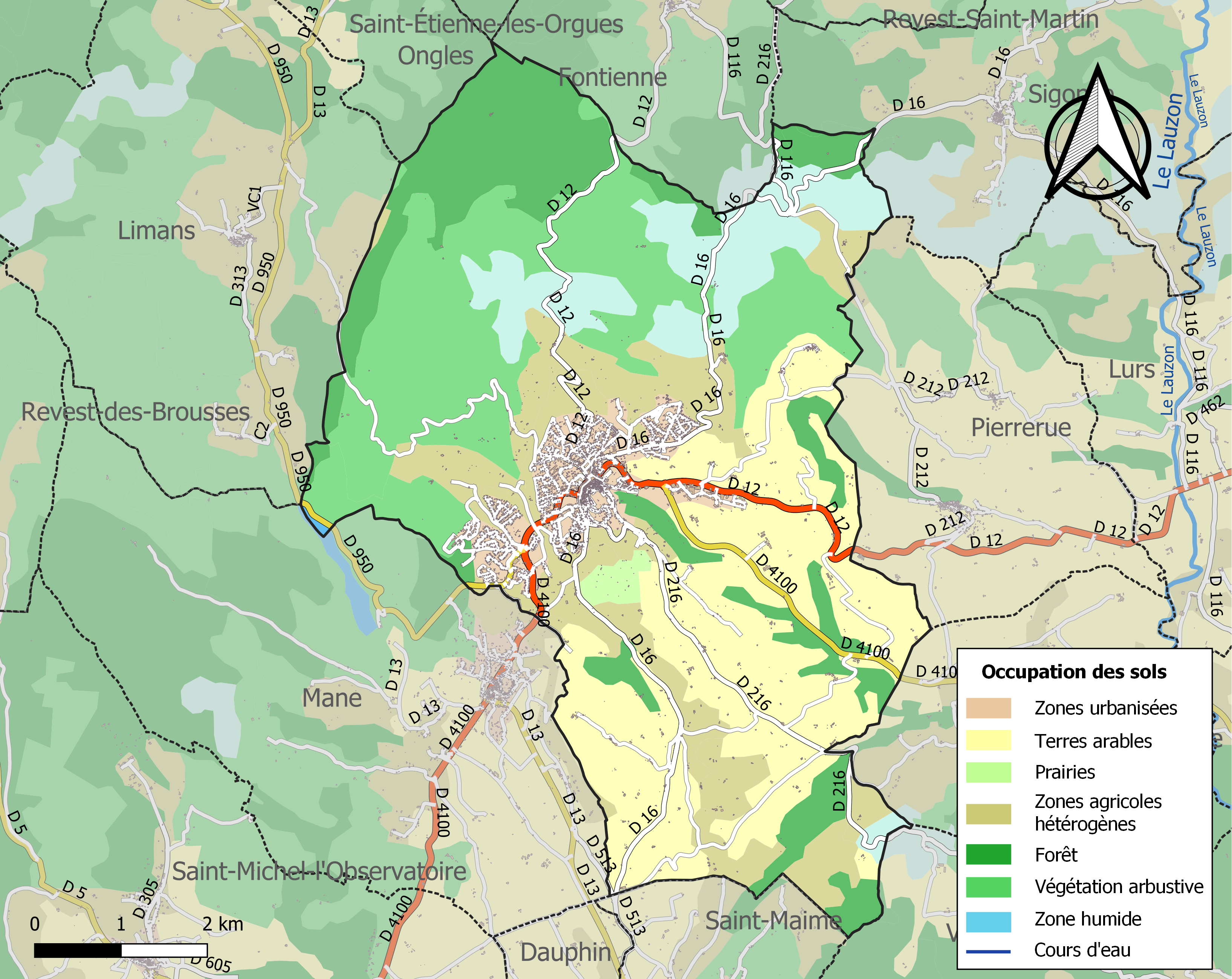

## Demografie
Onderstaande figuur toont het verloop van het inwonertal (bron: INSEE-tellingen).
Vanwege een beveiligingsprobleem met de MediaWiki Graph-software is het momenteel niet mogelijk deze grafiek weer te geven. Zodra de software is bijgewerkt zal de grafiek vanzelf weer zichtbaar worden.

## Geschiedenis
Forcalquier ligt in een gebied, waar, blijkens archeologische keramiekvondsten in de Jonge Steentijd dragers van de klokbekercultuur leefden.
In de Romeinse tijd werd de streek ontsloten door de Via Domitia.
In de vroege middeleeuwen was het gebied in handen van de Ostrogoten en later de Bourgondiërs. In 1004 is er voor het eerst een document met een vermelding van de plaats (Forcalchiero). De naam betekent volgens sommige geleerden oven voor kalk, volgens anderen, vooral kenners van het plaatselijke dialect, bron bij de kalkrots.

### Graafschap
Tussen de 11e en 13e eeuw kenden de stad en het graafschap Forcalquier waarvan het de zetel was, hun bloeitijd. Er waren een Joodse gemeenschap en een synagoge in de stad. De graven van Forcalquier bestuurden een groot gebied en speelden de graven van Provence en van Toulouse tegen elkaar uit. In 1209 werden de graafschappen Provence en Forcalquier door huwelijk met elkaar verenigd, maar Forcalquier behield nog een tijd een zekere autonomie. Graaf Raymond Berengarius V van Provence slaagde erin vier van zijn dochters aan koningen uit te huwelijken. Daar dankt Forcalquier de bijnaam stad der vier koninginnen aan. Aan het einde van de 13e eeuw kende de streek een economische en demografische crisis die nog eeuwen zou doorwerken. In 1481 werd de Provence aangehecht van Frankrijk en Forcalquier dat zich hiertegen verzette, werd gebombardeerd door het leger van koning Lodewijk XI.

### Latere eeuwen
De 16e eeuw was voor Forcalquier een tijd van rampspoed door de vele godsdiensttwisten. Het protestantisme kreeg veel aanhangers in de stad. Er kwam een protestantse tempel en meer dan eens vond een beeldenstorm plaats.
In 1630 werd Forcalquier zwaar geteisterd door een pestepidemie.
Na de Franse Revolutie werd Forcalquier een onderprefectuur. In 1851 was het stadje het toneel van heftig, maar tevergeefs verzet tegen de machtsovername door keizer Napoleon III. Forcalquier was aan het begin van de Tweede Wereldoorlog een garnizoensstad. Ook was er in 1939-1940 een interneringskamp voor potentiële vijanden van Frankrijk. Op 8 juni 1944 wist het Geheime Leger van het Franse verzet de stad te bezetten, maar werd nog dezelfde dag weer door de Wehrmacht verjaagd. De echte bevrijding van Forcalquier  volgde pas op 19 augustus 1944.
In de jaren na de oorlog zorgde de aanleg van een waterkrachtcentrale op de Durance en één op de Laye, en de bouw van een sterrenwacht op 14 km (hemelsbreed 7 km) ten zuidwesten van het stadje voor betere elektriciteitsvoorziening, werkgelegenheid en dus economische vooruitgang.

## Bezienswaardigheden

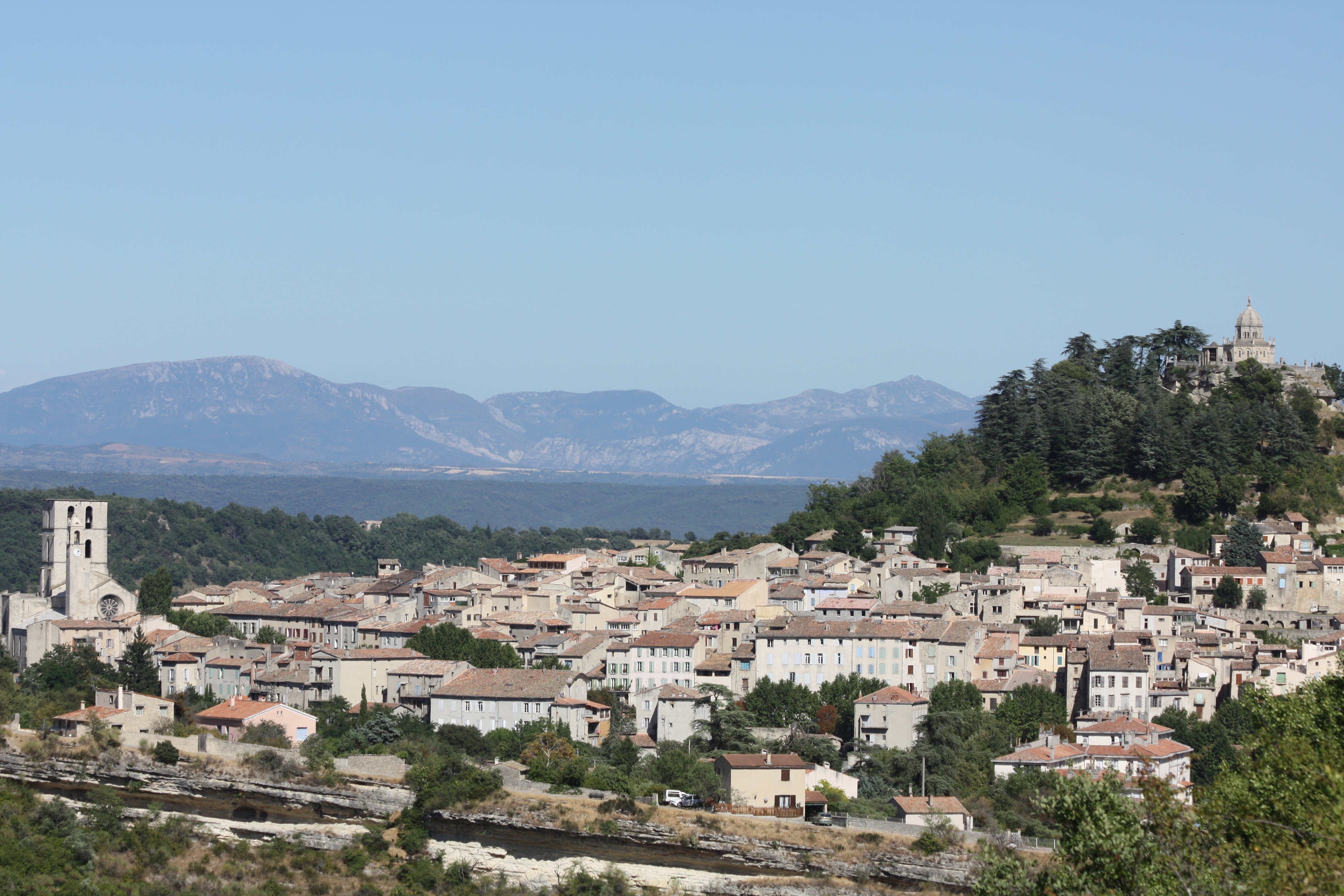
Gezicht op Forcalquier

De binnenstad heeft al vele keren als decor voor bioscoopfilms (o.a. met Fernandel en Gérard Depardieu) gediend. De markt op maandagochtend is een toeristische trekpleister. Bezienswaardigheden zijn:
- Notre-Dame-du-Bourguet, een middeleeuwse kerk met een orgel uit 1629
- Twee oude kloostergebouwen: dat van de Cordeliers , een aan de minderbroeders gelieerde orde, en dat van de visitandinnen, waarvan de kloosterkerk als bioscoop dienst doet
- Sint-Michaëlsfontein (1512) op de Place Saint-Michel
- Diverse oude huizen uit de 17e-19e eeuw
- De hooggelegen citadel met kasteelruïne en de 19e-eeuwse kapel Notre-Dame de Provence
- Het Observatoire de Haute-Provence, een sterrenwacht met planetarium, in de zomer voor bezoekers geopend
- Een distilleerderij van likeuren
- Het rotsmassief Les Mourres ten noorden van Forcalquier

### Afbeeldingen

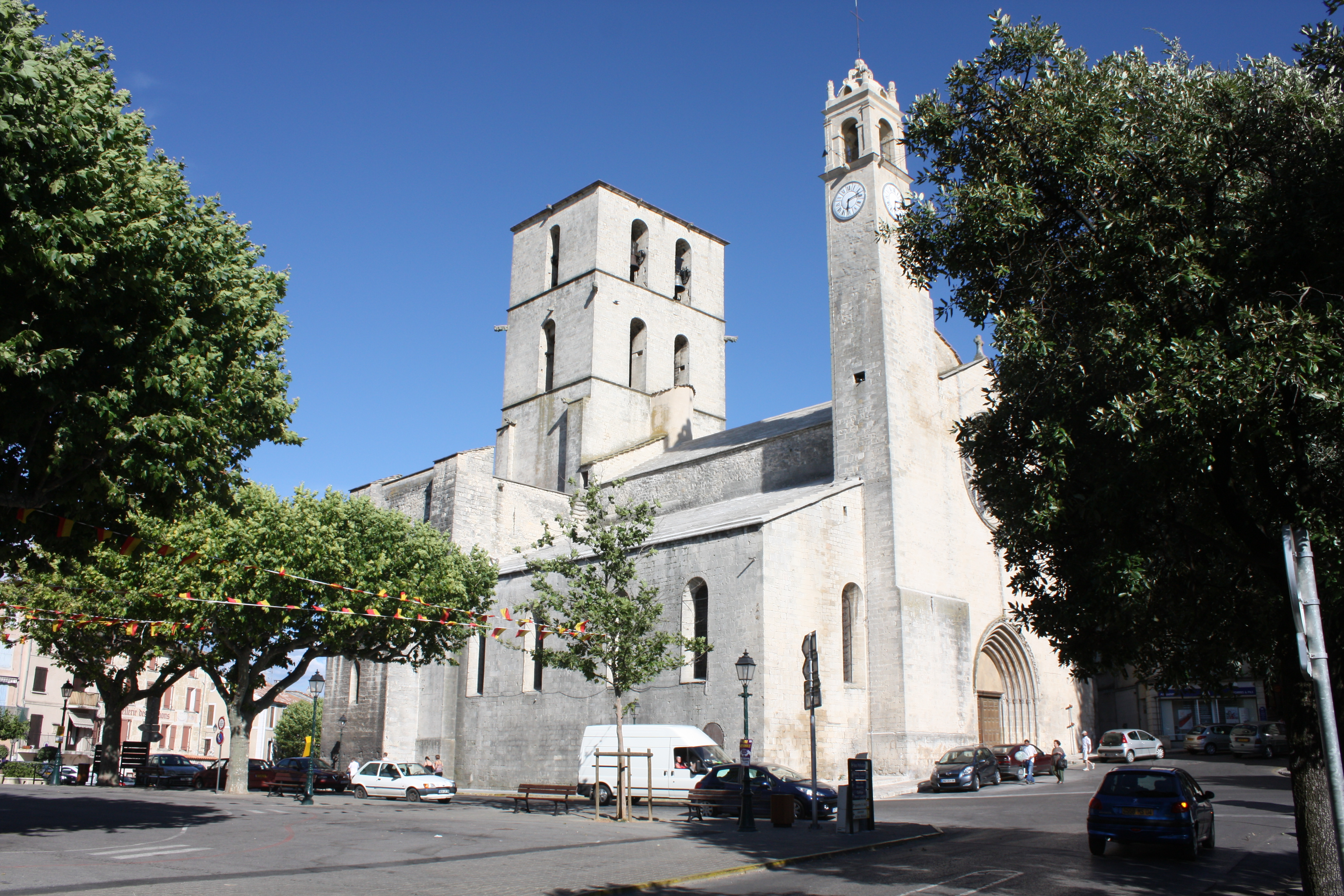
Notre-Dame-du-Bourguet, voormalige co-kathedraal van het bisdom Sisteron
Place du Bourguet
Couvent des Cordeliers
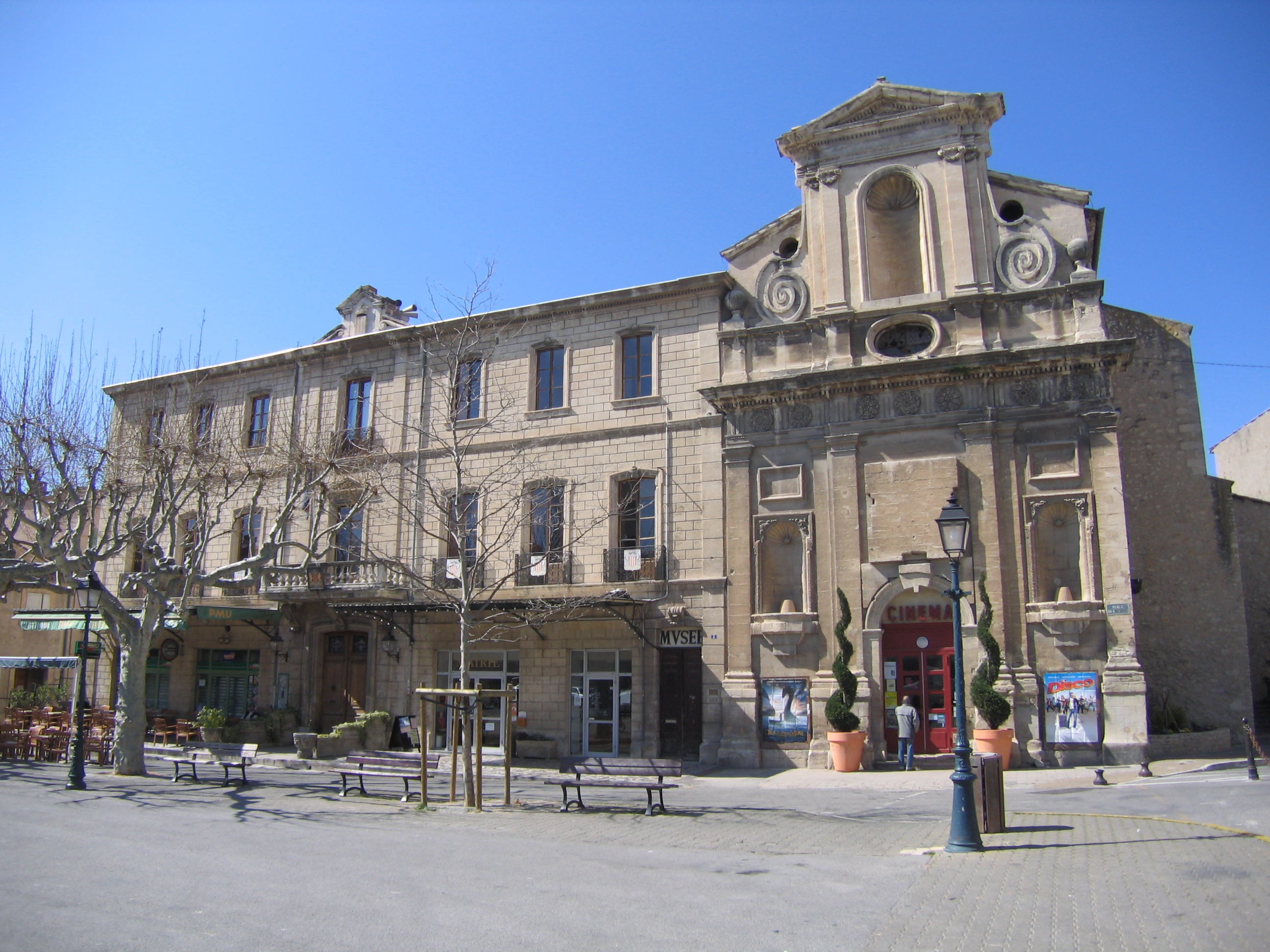
Visitandinnenklooster
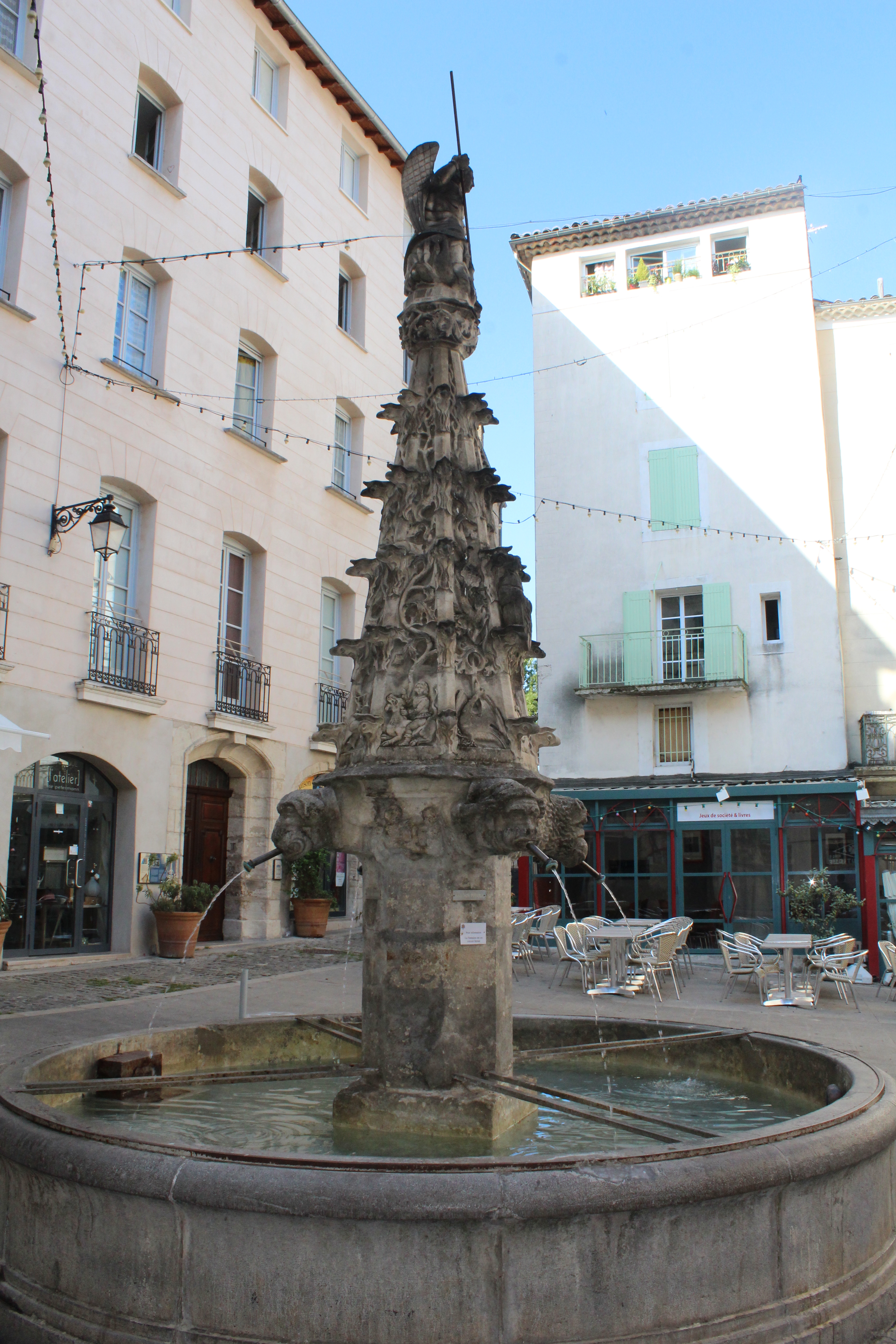
Fontaine Saint-Michel
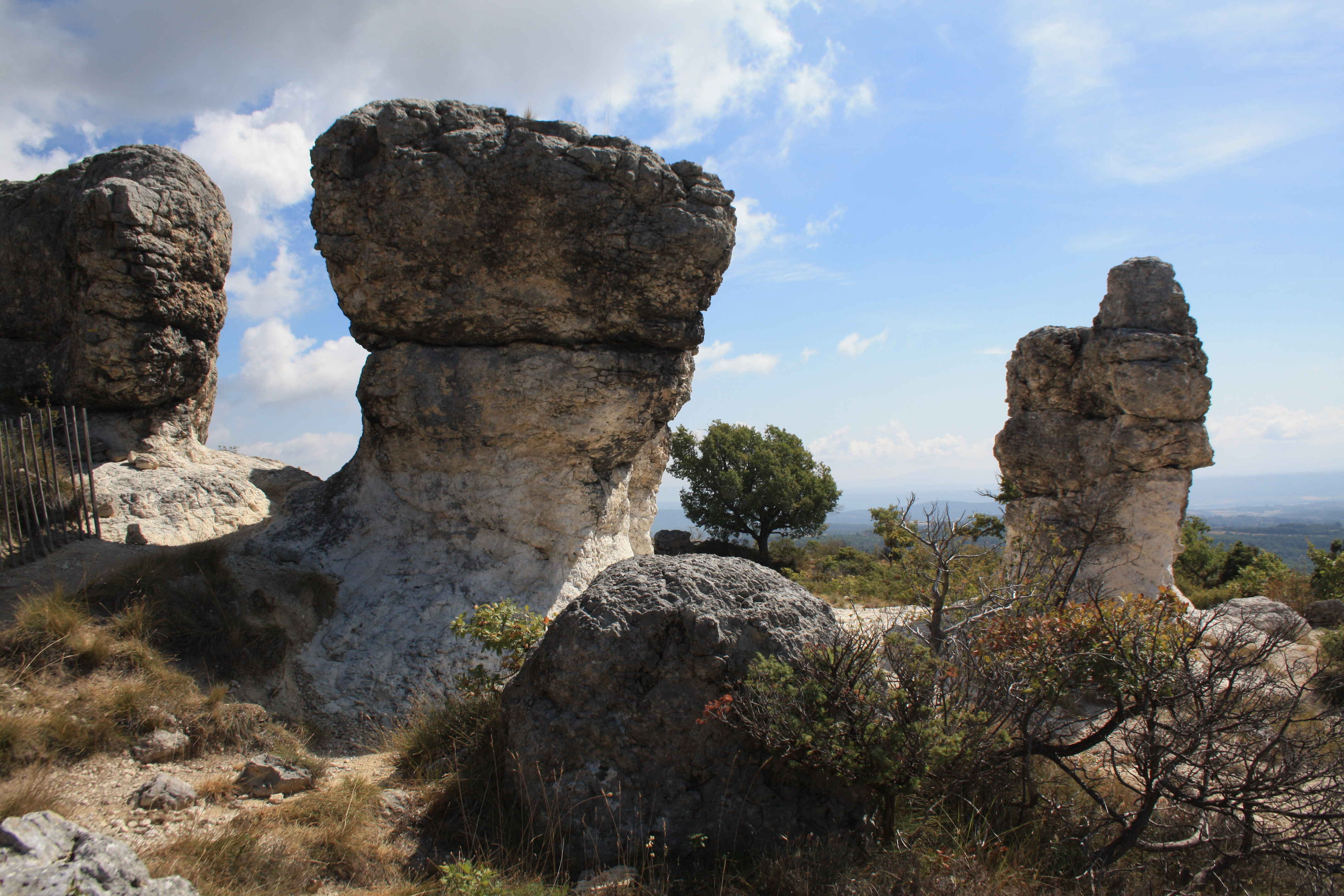
Les Mourres

## Partnersteden
- Guastalla, Italië

## Aan de stad gelieerde personen
- Raoul Dufy (1877-1953), kunstschilder, overleden in Forcalquier
- Pierre Seghers (1906-1987),  dichter en verzetsman, vriend van Louis Aragon, was in 1939-1940 als soldaat gelegerd in Forcalquier en schreef er verzetsgedichten